# Batillipes friaufi
Batillipes friaufi är en djurart som tillhör fylumet trögkrypare, och som beskrevs av Riggin 1962. Batillipes friaufi ingår i släktet Batillipes och familjen Batillipedidae. Inga underarter finns listade i Catalogue of Life.